# Gyula Farkas
Gyula Farkas (aussi Julius Farkas) est un physicien et mathématicien hongrois, né le 28 mars 1847 à Sárosd et mort le 27 décembre 1930 à Pestszentlőrinc.
Le lemme de Farkas, un théorème central de dualité en optimisation linéaire, porte son nom.

## Biographie
Farkas fréquente d'abord le lycée bénédictin de Győr, puis se rend à la ville de Pest avec l'intention d'étudier la musique et le droit. Il abandonne rapidement ces projets. Farkas travaille pendant un certain temps comme privatdozent  à Budapest avant de retourner à l'université pour étudier la physique et la chimie.
Après avoir enseigné au lycée de Székesfehérvár, il enseigne les mathématiques et la physique aux enfants de   Géza Batthyány, comte de Polgárdi, à partir de 1874. Cela lui laisse le temps de faire des recherches en mathématiques et en physique, notamment dans un laboratoire de physique aménagé à des fins pédagogiques. Il a également la possibilité d'effectuer des voyages de recherche à l'étranger.
La liste impressionnante de publications de Farkas dans les Comptes Rendus de l'Académie des sciences de Paris, lui vaut un poste à l'Université de Budapest en 1880 comme maître de conférences en théorie des fonctions. Dans ses recherches en théorie fonctionnelle, ses contributions à la théorie des itérations sont particulièrement remarquables. En 1884 il donne les conditions de solvabilité de l'équation fonctionnelle de Schröder. En janvier 1887, il est nommé professeur (extraordinaire) à l'université de Kolozsvár (aujourd'hui à Cluj-Napoca) et l'année suivante, il y devint professeur titulaire. L'Académie hongroise des sciences l'élit membre le 6 mai 1898. Au cours de sa carrière à l'université de Kolozsvár, Farkas a été parfois doyen, puis recteur.
En 1915, Farkas prend sa retraite en raison de la faiblesse de sa vue qui décline rapidement. Après la mort de sa première femme, Farkas se remarie, mais sa seconde épouse décède également avant 1915 et Farkas vit seul pendant les 15 années suivantes. Farkas est décédé le 27 décembre 1930 à Pestszentlőrinc .

## Publications mathématiques
Les travaux les plus importants de Farkas se trouvent dans les Comptes-rendus de l'Académie des sciences de Paris (1878-1884), également dans l'Archiv der Mathematik und Physik et le Journal des Mathématiques.

## Sources
- Barna Szénássy, Judit Pokoly, Barna Szénássy et Barna Szénássy, History of mathematics in Hungary until the 20th century, Springer, 1992 (ISBN 978-0-387-55497-6 et 978-3-540-55497-4)

- László Filep, « Life and work of Gyula Farkas (1847-1930) », Boll. Stor. Sci. Mat., vol. 3, no 1,‎ 1983, p. 137–160 (zbMATH 0542.01010).
- Daniel S. Alexander, A history of complex dynamics: from Schröder to Fatou and Julia, F. Vieweg, coll. « Aspects of mathematics », 1994 (ISBN 978-3-528-06520-1), Section 2.8 discute les contributions de Farkas.